# 虫川大杉駅
虫川大杉駅（むしがわおおすぎえき）は、新潟県上越市浦川原区虫川にある北越急行ほくほく線の駅。

## 歴史

### 駅名の由来

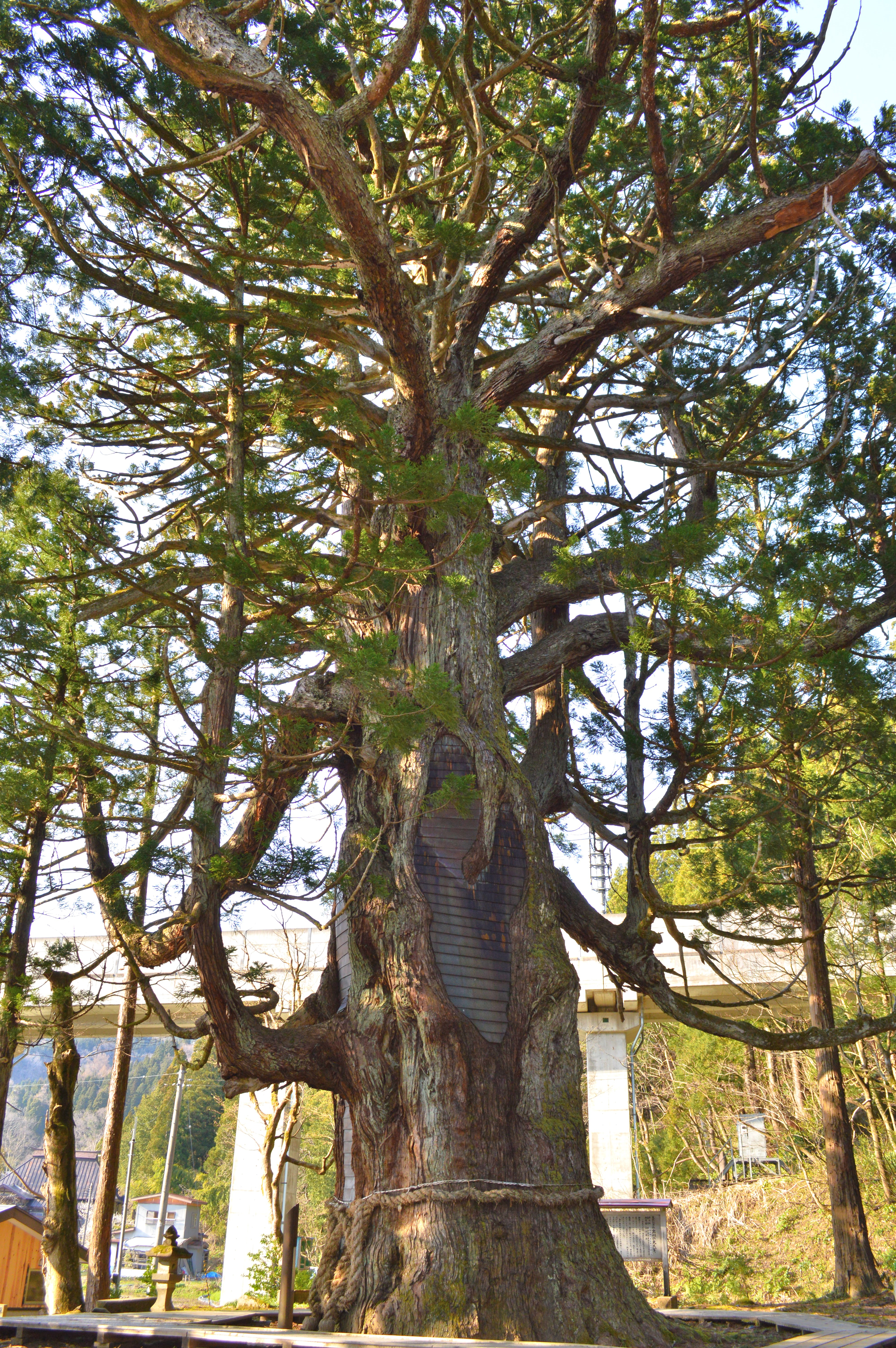
虫川の大スギ（国の天然記念物）

近くの白山神社境内に立つ、国指定の天然記念物「虫川の大スギ」に因む。

### 年表
- 1997年（平成9年）3月22日：ほくほく線（全線：六日町 - 犀潟間）開業と同時に営業開始[1]。

## 駅構造
相対式ホーム2面2線の地上駅。無人駅となっている。駅舎とホームは地下通路で連絡しており、通路入口に自動券売機が設置されている。線路は本線（1番ホーム）から北側に副本線（2番ホーム）が分岐した一線スルー方式で、当駅の場合は上下とも駅舎（南側）に面する1番ホームの発着が基本となっている。なお、1番ホームのみ9両編成対応なのは、2015年3月13日まで運行された特急「はくたか」の臨時停車や、冬季に運行された臨時列車「シュプール号」の停車に対応していたためである。一方、北側にある2番ホームは2両編成のみに対応。
駅舎内の待合室には、自動販売機、公衆電話、トイレなどがある。駅前には路線バス専用ロータリー、駐車場などがある。
列車が通過する際には、かつて西武秩父駅で発車メロディーとして使用されていたメロディーが流れる（カンノ製）。
開業当初の快速列車は当駅を通過していた。
超快速は通過していたが、廃止当時は停車していた。

### のりば
| 番線 | 路線        | 方向 | 行先               |
| ---- | ----------- | ---- | ------------------ |
| 1・2 | ■ほくほく線 | 上り | 十日町・六日町方面 |
| 1・2 | ■ほくほく線 | 下り | 犀潟・直江津方面   |

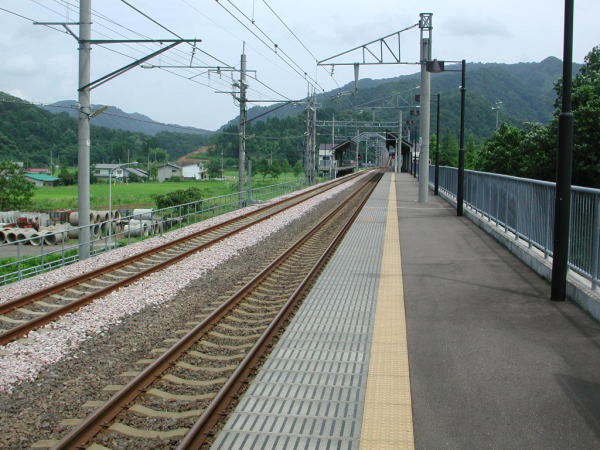
1番ホーム（9両編成に対応）
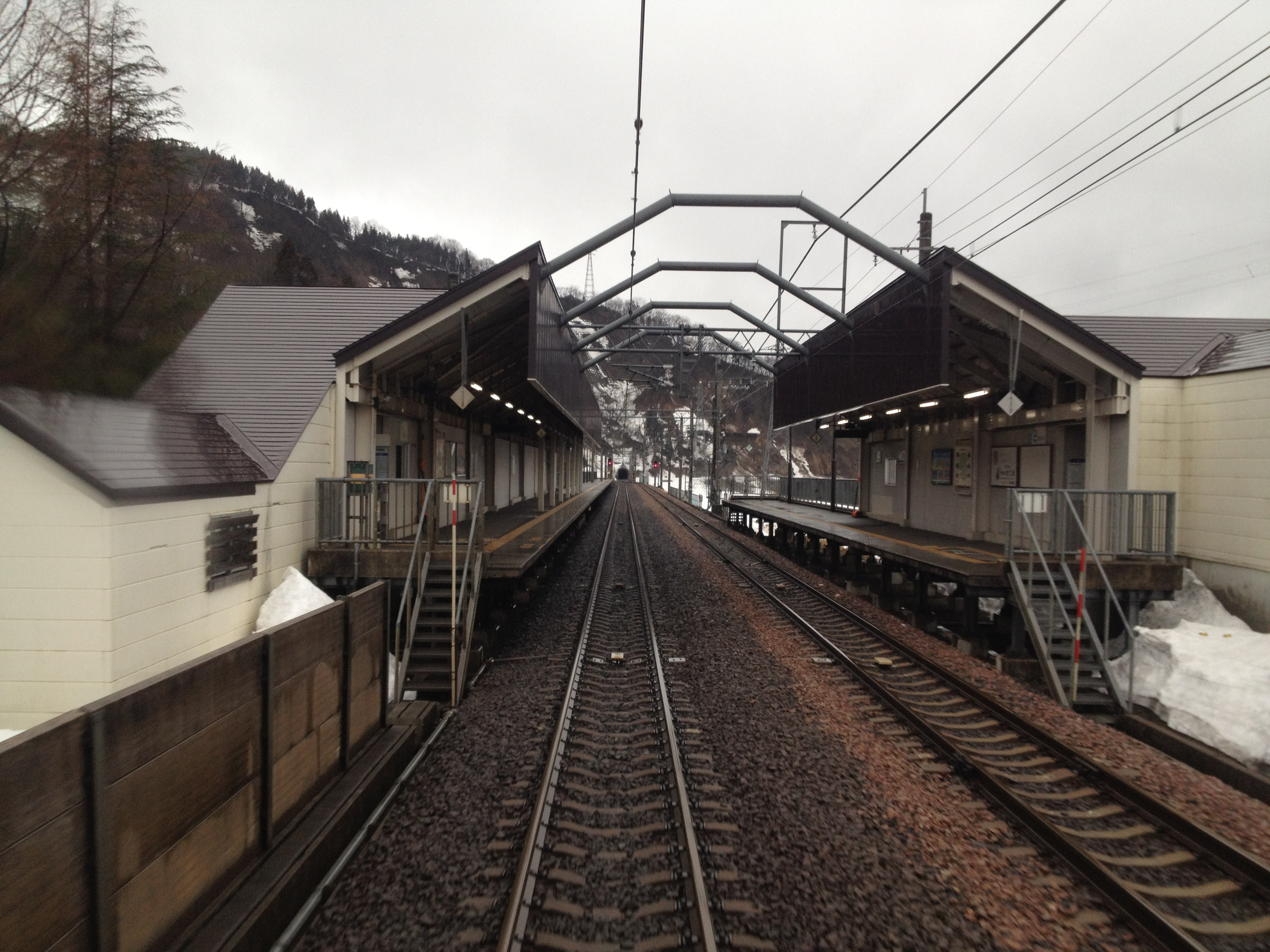
構内（2012年3月、右側が2番ホーム）

## 利用状況
1日の平均乗車人員は以下の通りである（出典：上越市統計要覧）。
| 乗車人員推移 | 乗車人員推移 |
| 年度         | 1日平均人数  |
| ------------ | ------------ |
| 2000         | 133          |
| 2001         | 134          |
| 2002         | 129          |
| 2003         | 129          |
| 2004         | 125          |
| 2005         | 137          |
| 2006         | 136          |
| 2007         | 138          |
| 2008         | 144          |
| 2009         | 150          |
| 2010         | 150          |
| 2011         | 138          |
| 2012         | 149          |
| 2013         | 167          |
| 2014         | 165          |
| 2015         | 155          |
| 2016         | 157          |
| 2017         | 148          |
| 2018         | 136          |

## 駅周辺
当駅は安塚区の最寄り駅となっている。同区中心部へは3 kmほど離れており、路線バスに乗り換える形でアクセスすることができる。
- 白山神社（虫川の大杉） - 徒歩約5分
- 新潟県立高田高等学校 安塚分校
- 雪だるま高原・キューピットバレイ（スキー場） - バス約20分（シーズン中はシャトルバスの運行あり）

## バス路線
2020年4月時点での情報を示す。
「虫川大杉駅前」停留所
- 東頸バス
  - 60 安塚線
  - 61 太平線
  - 63 予約型乗合バス 東西ルート

これに加え、駅から北へ徒歩3分の「虫川」停留所では64 予約型乗合バス 小麦平ルートも利用できる。

## 隣の駅
北越急行
■ほくほく線
ほくほく大島駅 - 虫川大杉駅 - うらがわら駅